# 489 до н. е.

## Події
- Рим: консули Гай Юлій Юл та Публій Пінарій Мамерцін Руф.

## Померли
- Мільтіад — давньогрецький полководець.